# آلاچکا
آلاچکا (به مجاری: Alacska) یک شهرداری در مجارستان است که در ناحیه کازینتس‌بارتسیکا واقع شده‌است. الاچکا ۸٫۵۵ کیلومتر مربع مساحت و ۷۷۸ نفر جمعیت دارد.